# St. Nikolai auf dem Wasser
Koordinaten: 50° 27′ 53″ N, 30° 31′ 34″ O

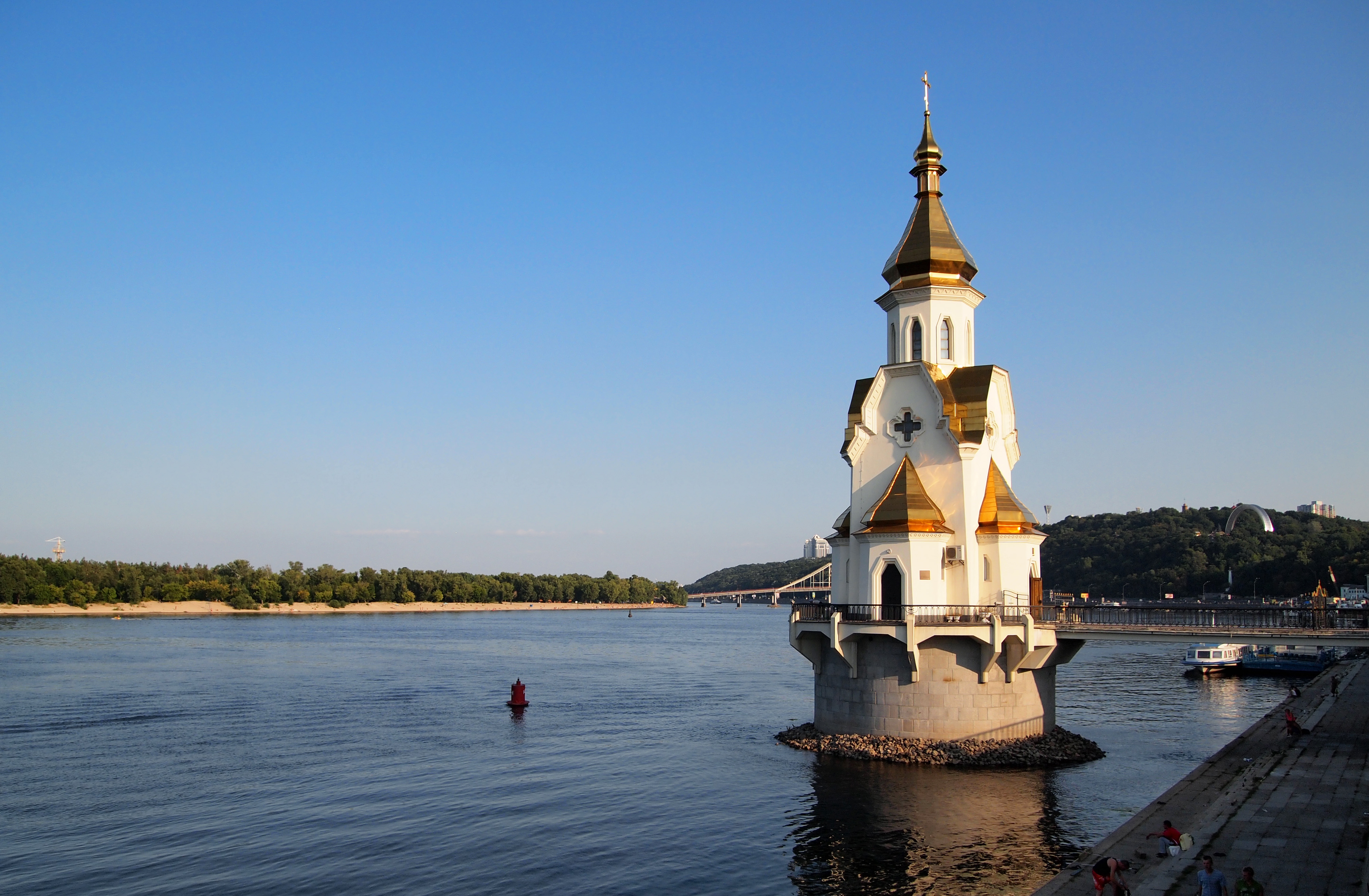
Die Nikolaikirche am Dnepr-Ufer; rechts im Hintergrund auf dem Hügel der Freiheitsbogen des ukrainischen Volkes

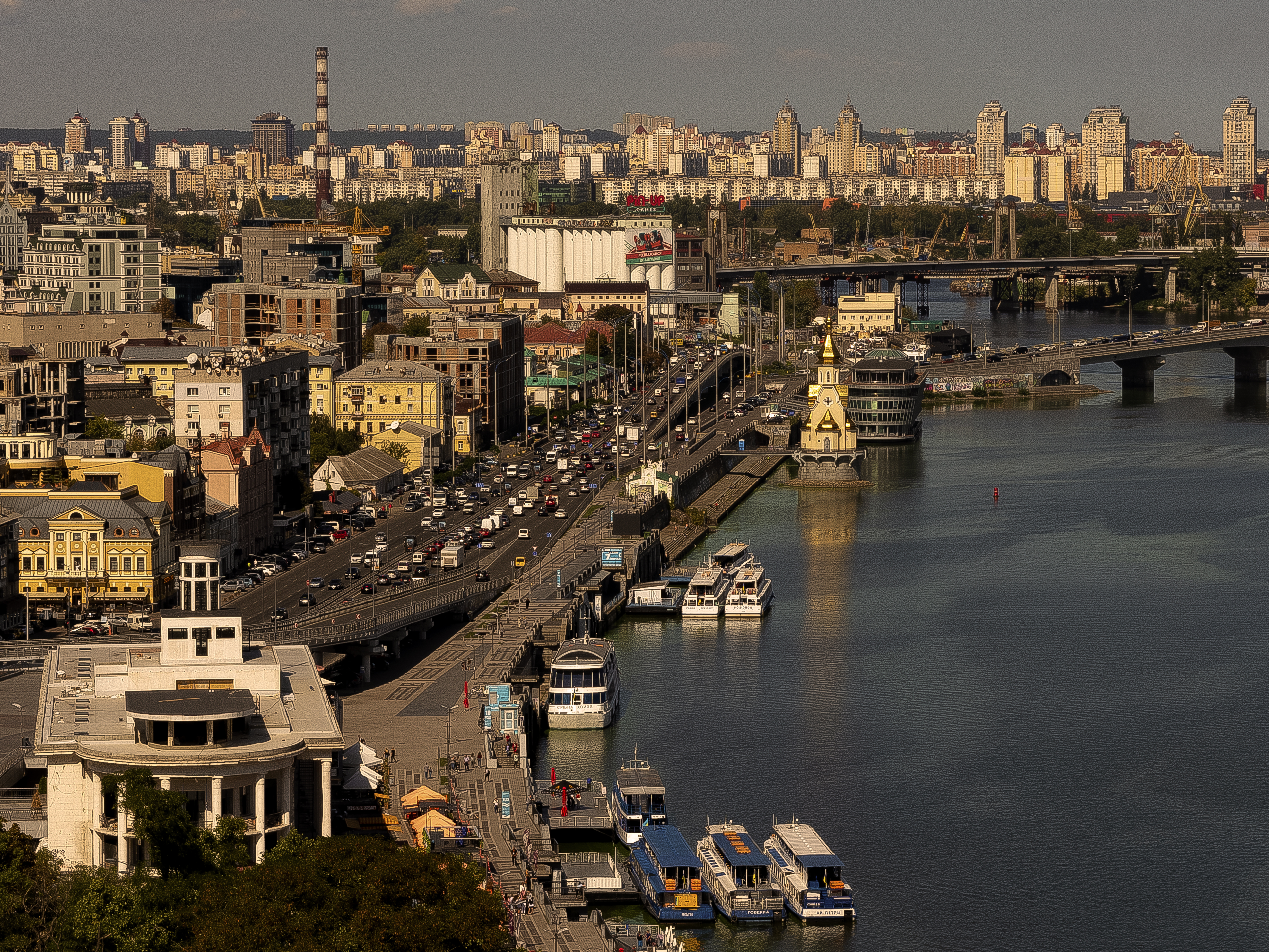
Blick auf die Kirche von Süden

Die Kirche Nikolai der Wundertätige (auf dem Wasser), (ukrainisch Церква Миколи Чудотворця (на воді) Zerkwa Mykoly Tschudotworzja (na wodi)) ist als einziges Kirchengebäude Europas, das mitten im Wasser steht, ein architektonisches Denkmal und eine Sehenswürdigkeit in der ukrainischen Hauptstadt Kiew.
Die zwischen dem 19. Dezember 2003 und dem 7. Juli 2004 im Stil des ukrainischen Neobarocks erstellte, 23 Meter hohe Kreuzkapelle gehört zur Eparchie Kiew der Ukrainisch-Orthodoxen Kirche des Moskauer Patriarchats.
Die Kapelle befindet sich auf einem Betonfundament im Dnepr am Pier des Stadtviertels Podil in der Nähe vom Postplatz. Sie ist durch einen Fußgängersteg mit dem Ufer verbunden.